# 高須クリニック御影グレッズ
高須クリニック御影グレッズ（たかすクリニックみかげグレッズ、英語: Takasu Clinic Mikage Gretz）は、日本の女子アイスホッケーチーム。北海道上川郡清水町を本拠地とする。

## 概要
2008年から東京都に本社を置く宅配ボックス等製造販売会社のフルタイムシステムがメインスポンサーを務め、同社が清水町で経営するフルタイムファーム農場にて所属選手が農業体験を行っていた。
2018年、コーチによる暴力・パワハラ行為が発覚し、監督・コーチ陣が退任したのにともないフルタイムシステムがスポンサーを降板した（下記の不祥事も参照）。
代わって、アイスホッケー女子日本代表を支援している美容外科大手の高須クリニック院長・高須克弥が支援を表明し、チーム名を『高須クリニック御影グレッズ』（たかすクリニックみかげグレッズ）と改称した。
2025年　高須クリニックがメインスポンサーを降板のためチーム名を御影グレッズに改称

## 歴史
- 1987年 - 御影グレッズとして設立[3]。
- 2008年 - フルタイムシステムがメインスポンサーに就任[3]。
- 2011年 - 全日本選手権大会（A）進出[3]。
- 2018年 - フルタイムシステムがメインスポンサーを降板。高須クリニックがメインスポンサーに就任し現在のチーム名に改称。
- 2025年-高須クリニックがメインスポンサーを降板　チーム名を御影グレッズとする

## メンバー

### スタッフ
- 代表 宮崎慶秀
- 監督 山口和良（元日光アイスバックス選手）
- コーチ　梅森泰正
- トレーナー　西山文恵

### 選手
- Gはゴールテンダー、Dはディフェンス、Fはフォワード。

| #  | ポジション | 選手名      | ハンド | 備考 |
| -- | ---------- | ----------- | ------ | ---- |
| 1  | GK         | 関口 愛香   |        |      |
| 15 | GK         | 岩波 虹恋   |        |      |
| 55 | DF         | 類家 ここ   |        |      |
| 23 | DF         | 中條 夢叶   |        | A    |
| 7  | DF         | 岡本 晴     |        |      |
| 10 | DF         | 田代 琉理愛 |        |      |
| 41 | DF         | 篠田 安     |        | C    |
| 8  | DF         | 朴 慶華     |        |      |
| 9  | FW         | 宮崎 慶子   |        |      |
| 39 | FW         | 佐藤 あいり |        |      |
| 22 | FW         | 出原 成実   |        |      |
| 24 | FW         | 出原 愛実   |        |      |
| 27 | FW         | 伊東 楓夏   |        |      |
| 14 | FW         | 笹村 杏梨   |        |      |
| 21 | FW         | 笹村 佳南   |        |      |
| 18 | FW         | 梅森 遥愛   |        | A    |
| 19 | FW         | 伊東 紡季   |        |      |
| 5  | FW         | 山口 慈乃   |        |      |
| 34 | FW         | 山口 想乃   |        |      |
|    |            |             |        |      |
|    |            |             |        |      |

## 不祥事
2018年9月14日、日本アイスホッケー連盟は、コーチの小野豊を所属選手への暴力行為で資格停止3年、小野豊の妻で2018年平昌オリンピック日本代表のメンバーだったコーチ兼任選手の小野粧子を所属選手への退部強要などのパワーハラスメント行為で資格停止6ヶ月、監督の細田秀夫とコーチの川端忠仁を戒告処分とした。